# Dance Central (Videojuego de 2019)
Dance Central es un videojuego de música para Oculus. El juego fue desarrollado por Harmonix, creadores de las franquicias de Guitar Hero y Rock Band, y es su primer juego de Dance Central lanzado fuera de la plataforma Xbox. Fue publicado por Oculus Studios. Anunciado en PAX East 2019 para Oculus Rift y fue un título de lanzamiento para Quest y Rift S. Fue lanzado el 21 de mayo de 2019.

## Novedades
El juego tendría un modo campaña y un modo multijugador online. A diferencia de las entregas anteriores, es un título de realidad virtual que permite el movimiento de la cabeza y las manos, usando los auriculares y los controladores Oculus Touch.contiene personalización de avatares y salones multijugador en línea. Cada personaje tiene su canción favorita

## Lista de canciones
Este juego contiene 32 canciones , algunas de estas regresaron de entregas anteriores:
| Canción                         | Artista                                     | Año  | Dificultad | Juego Original                | Notas                          |
| ------------------------------- | ------------------------------------------- | ---- | ---------- | ----------------------------- | ------------------------------ |
| 1, 2, 3                         | Sofía Reyes Ft. Jason Derulo & De La Ghetto | 2018 | 1/3        |                               |                                |
| All My Life                     | DallasK                                     | 2018 |            |                               |                                |
| Attention                       | Charlie Puth                                |      |            |                               | Es la favorita de Oblio.       |
| Bad Romance                     | Lady Gaga                                   | 2009 |            |                               |                                |
| Be My Lover                     | La Bouche                                   |      |            |                               |                                |
| Bust A Move                     | Young MC                                    |      |            |                               |                                |
| Cake By The Ocean               | DNCE                                        |      |            |                               |                                |
| Crew                            | Goldlink Ft. Brent Faiyaz & Shy Glizzy      |      |            |                               |                                |
| Dinero                          | Trinidad Cardona                            |      |            |                               |                                |
| Don't Let Me Down               | The Chainsmokers Ft. Daya                   |      |            |                               |                                |
| Finesse (Remix)                 | Bruno Mars Ft. Cardi B                      |      |            |                               |                                |
| Give Me Everything              | Pitbull Ft. Ne-Yo, Afrojack & Nayer         |      |            | Dance Central 2 (DLC)         |                                |
| Heaven/Hell                     | Chvrches                                    |      |            |                               |                                |
| HUMBLE.                         | Kendrick Lamar                              |      |            |                               | Es la favorita de Mo.          |
| It Takes Two                    | Rob Base & DJ EZ Rock                       |      |            |                               |                                |
| Like A G6                       | Far East Movement Ft. The Cataracs & DEV    |      |            | Dance Central 2               |                                |
| Low                             | Flo Rida Ft. T-Pain                         |      |            |                               |                                |
| Make Me Feel                    | Janelle Monáe                               |      |            |                               | Es la favorita de Hart.        |
| Me Too                          | Meghan Trainor                              |      |            |                               |                                |
| Mi Gente                        | J. Balvin Ft. Willy William                 |      |            |                               |                                |
| New Rules                       | Dua Lipa                                    | 2017 |            |                               | Es la favorita de Emilia.      |
| Now That We Found Love          |                                             |      |            |                               |                                |
| Pump Up the Jam                 | Technotronic                                |      |            | Dance Central                 |                                |
| Push It                         |                                             |      |            |                               |                                |
| Sanctify                        |                                             |      |            |                               |                                |
| September                       |                                             |      |            |                               | Aparece en la demo.            |
| Sorry                           | Justin Bieber                               |      |            |                               |                                |
| Temperature                     | Sean Paul                                   |      |            | Dance Central (DLC)           |                                |
| The Choice Is Yours (Revisited) |                                             |      |            |                               |                                |
| Turn Down For What              |                                             |      |            | Dance Central Spotlight (DLC) |                                |
| What Is Love                    | Haddaway                                    |      |            |                               |                                |
| YES                             |                                             |      |            |                               | Es la favorita de Miss Aubrey. |